# Bolbec
Bolbec è un comune francese di 11 789 abitanti situato nel dipartimento della Senna Marittima nella regione della Normandia.

## Società

### Evoluzione demografica
Abitanti censiti

## Amministrazione

### Gemellaggi
- Ostercappeln
- Bad Essen
- Bohmte